# Simen Berntsen
Simen Berntsen (2 luglio 1976) è un ex saltatore con gli sci norvegese.

## Biografia
In Coppa del Mondo esordì il 17 febbraio 1996 a Iron Mountain (23°) e ottenne l'unico podio l'8 marzo 1997 a Lahti (3°). Non partecipò né a rassegne olimpiche né iridate.

## Palmarès

### Coppa del Mondo
- Miglior piazzamento in classifica generale: 48º nel 1997
- 1 podio (a squadre):
  - 1 terzo posto